# 埼玉県立鴻巣高等学校
埼玉県立鴻巣高等学校（さいたまけんりつ こうのすこうとうがっこう）は、埼玉県鴻巣市大間に所在する公立の高等学校。略称「のす高」。

## 概要
大日本国民中学会が設立した武陽実業学校と、鴻巣高等女学校を前身として、戦後、新制埼玉県立鴻巣高等学校として設立された。後に埼玉県立鴻巣女子高等学校が分離独立する。男女共学校である。鴻巣駅西口から徒歩約15分。

## 設置学科
- 普通科
- 商業科

## 沿革
- 1916年5月4日 - 鴻巣高等女学校の前身である鴻巣裁縫専修所が設立
- 1917年11月1日 - 大日本国民中学会の 埼玉県北足立郡馬室村（現・鴻巣市）の通信教育学生支部は、最も近い中学校が熊谷、大宮であったため、中学会は村長と各小学校校長を中心に、講義録を教科書として講師を派遣して教育にあたった。
- 1918年11月15日 - 大日本国民中学会は武陽中学を設立、初代校長を寺本伊勢松に任命した。［出典：新国民 大正7年 ］
- 1919年
  - 2月15日 - 武陽中学が私立武陽実業学校と改称される。
  - 5月5日 - 鴻巣裁縫専修所が私立裁縫女学校として認可される。
- 1923年12月27日 - 設立者が鴻巣町・田間宮村・馬室村・箕田村・常光村・笠原村・小谷村・吹上村（以上現鴻巣市）・石戸村・中丸村（以上現北本市）の10箇町村による鴻巣町外9箇村学校組合に移管され、組合立武陽実業学校と改称する。
- 1925年6月29日 - 私立裁縫女学校が組織変更により鴻巣町立鴻巣実修女学校に改められる。
- 1928年4月1日 - 鴻巣町立鴻巣実修女学校が鴻巣町立鴻巣実科高等女学校となる。
- 1940年11月25日 - 鴻巣町立鴻巣実科高等女学校の設置者が埼玉県に移管され埼玉県立鴻巣高等女学校となる。
- 1949年3月1日 - 武陽実業学校と鴻巣高等女学校が併合され、埼玉県立鴻巣高等学校と改称。
- 1966年3月22日 - 東校舎が分離独立し、埼玉県立鴻巣女子高等学校となる。
- 2010年3月31日- 鴻巣高校の定時制課程、埼玉県立吹上高等学校、埼玉県立熊谷女子高等学校の定時制課程、埼玉県立深谷商業高等学校の定時制課程が統合し、昼夜開講の定時制単位制高校「埼玉県立吹上秋桜高等学校」となる。所在地は現吹上高校で、校舎はある程度の新装が施され再利用される。
- 2013年 3月31日- 定時制課程を閉課。53年の歴史に幕。
- 2018年10月27日 - 創立100周年記念式典挙行

## 生徒会活動・部活動など
部活動は主に男子バスケットボール部、女子バスケットボール部、バドミントン部が盛んである。

## 日商簿記甲子園
- 2024年度、第1回全国高等学校日商簿記選手権大会（日商簿記甲子園）開催（日本商工会議所日商簿記検定施行70周年記念事業）の参加校である。

## 著名な出身者

### 芸能
- チョー (俳優)[1]
- 戸城憲夫 - （元ZIGGY）
- 照英

### スポーツ
- 三橋豊夫（野球）
- 小嶋正宣（野球）
- 進藤実（野球）
- 小野寺力 (野球)
- 新井翔太（サッカー）
- 加藤千佳 (サッカー選手)